# Santa Maria Addolorata delle Monache Mantellate
Santa Maria Addolorata delle Monache Mantellate é uma capela localizada na Via della Fanella, 45, no bairro de Colle Fanella do quartiere Gianicolense de Roma, bem perto da Via Portuense. Ela é parte do Monastero Mantellate Beata Vergine Maria Addolorata e é dedicada a Nossa Senhora das Dores.

## História
A história da comunidade que deu origem começa com um convento de freiras visitandinas que ficava localizado logo atrás de um convento carmelita muito maior ligado à igreja de Santa Maria Regina Coeli, na Via della Lungara, no rione Trastevere. Elas se mudaram em 1793 e, no ano seguinte, o convento vazio foi comprado por Vincenzo e Maddalena Masturzi, comerciantes de seda, que tinham uma filha chamada Maria Giuliana. Ela fundou um novo convento com algumas amigas e o projeto recebeu aprovação do papa em 1801.
O resultado foi uma ordem terceira das servitas conhecida como Servas de Maria que seguia a regra de Santa Giuliana Falconieri. Elas, assim como as muitas outras ordens terceiras servitas, eram conhecidas como mantellate em italiano por causa do manto que usavam.
O convento foi confiscado pelo novo governo da Itália em 1873, mas as irmãs puderam permanecer até 1884, quando tiveram que sair para que seu convento fosse transformado num anexo para mulheres da nova prisão conhecida Carcere Regina Coeli, construído no convento carmelita. Entre 1884 e 1897, as irmãs ocuparam parte do convento de Santi Gioacchino e Anna ai Monti; em seguida foram para uma casa perto do Coliseu, na Via di San Giovanni in Laterano, 3, um local bastante inadequado para a comunidade. Ainda assim, elas permaneceram 10 anos no local.
O novo mosteiro, na Via Mocenigo, no rione Prati foi aberto em 1908 e a intenção das irmãs era permanecer ali, um fato revelado pela proposta de construção de uma nova igreja dedicada a Santa Giuliana no local. A obra chegou a ser iniciada em 1926, mas o novo rione passou por um rápido desenvolvimento e a comunidade decidiu se mudar novamente para um local mais isolado. O mosteiro seguinte foi inaugurado em 1936, na Via Alessandro Algardi, 19, no bairro de |Monteverde Vecchio do quartiere Gianicolense, onde construíram a Cappella Santa Giuliana Falconieri, ainda no local.
Mais uma vez o desenvolvimento urbano foi responsável pela mudança das freiras, que se mudaram para o atual convento, também no quartiere Gianicolense, em 1958 e construíram a presente igreja de Santa Maria Addolorata delle Monache Mantellate em 1960.

## Descrição
As freiras decidiram por um projeto tradicional fugindo do padrão da arquitetura modernista comum nas novas igrejas que estavam sendo construídas nos novos subúrbios de Roma. O mosteiro em si fica no final de uma rua sem saída e é rodeado por uma grande área verde. Ele é composto por um edifício com duas alas de dois andares à volta de um claustro quadrado com corredores arcados e um jardim no centro. A igreja é uma continuação da ala norte e ocupa o lado mais distante a partir da pequena praça de entrada no final da rua.
A igreja tem uma nave única com seis baias, com as cinco últimas iluminadas por um par de janelas cada nas paredes laterais, logo abaixo da linha do teto. Todas com linteis ligeiramente curvos. Um corredor arcado ocupa o lado esquerdo da igreja, com um telhado inclinado de uma água se juntando à parede da igreja logo abaixo da linha das janelas. Estes arcos não tem decoração e foram construídos de tijolos assim como a igreja.
A fachada é bastante simples. A entrada única tem uma moldura branca e é acessível através de um conjunto de três degraus na mesma cor. Sobre ela está uma janela redonda com um vitral representando a Espírito Santo no formato de uma pomba em glória.